# 宋嘉澍
宋 嘉澍（そう かじゅ、Charlie Soong; 1863年? - 1918年5月4日）は、清末民初の実業家、プロテスタントメソジスト派の宣教師・牧師。字は耀如。宋耀如、チャーリー宋とも呼ばれた。もとの名は韓教準で、ボストンの実業家の宋氏（名は不明）の養子となり、宋嘉澍と改名した。父は韓鴻翼。兄は韓政準。弟は韓致準。
客家人の子で、海南島文昌県出身。北宋の韓琦の末裔を称した。
メソジスト教会の宣教師と牧師（正教師）であり、後に布教活動を辞めて商売の道に進んだ。
印刷業から財を成した浙江財閥（金融王）の一人で、孫文の辛亥革命を全面的に支援した一人でもあった。
妻は倪桂珍で、子に宋靄齢・宋慶齢・宋子文・宋美齢・宋子良・宋子安がいる。